# Catalonien Rundt 2016
Catalonien Rundt 2016 var den 96. udgave af cykelløbet Catalonien Rundt. Det var det femte arrangement på UCI's World Tour-kalender i 2016 og begyndte 21. og sluttede 27. marts 2016.

## Hold og ryttere
| | 18 UCI World Tour-hold                                                                       |                                                                                        | 6 Wildcard |
| --- | -------------------------------------------------------------------------------------------- | -------------------------------------------------------------------------------------- | --- |
| - Ag2r-La Mondiale - Astana Pro Team - BMC Racing Team - Cannondale - Dimension Data - Etixx-Quick Step | - FDJ - Team Giant-Alpecin - IAM Cycling - Team Katusha - Lampre-Merida - Team LottoNL-Jumbo | - Lotto-Soudal - Movistar Team - Orica-GreenEDGE - Team Sky - Tinkoff - Trek-Segafredo | - Caja Rural-Seguros RGA - CCC Sprandi Polkowice - Cofidis - Roompot-Oranje Peloton - Verva ActiveJet - Wanty-Groupe Gobert |

### Danske ryttere
- Jesper Hansen kørte for Tinkoff

## Etaperne
| Etape    | Dato     | Start – Mål                            | type              | Afstand (km) | Etapevinder       | Førende rytter |
| -------- | -------- | -------------------------------------- | ----------------- | ------------ | ----------------- | -------------- |
| 1. etape | 21. mar. | Calella – Calella                      | kuperet etape     | 175,8        | Nacer Bouhanni    | Nacer Bouhanni |
| 2. etape | 22. mar. | Mataró – Olot                          | kuperet etape     | 178,7        | Nacer Bouhanni    | Nacer Bouhanni |
| 3. etape | 23. mar. | Girona – La Molina                     | bjergetape        | 172,1        | Daniel Martin     | Daniel Martin  |
| 4. etape | 24. mar. | Bagà – Port Ainé                       | bjergetape        | 172,2        | Thomas De Gendt   | Nairo Quintana |
| 5. etape | 25. mar. | Rialp – Valls                          | middel bjergetape | 187,2        | Wout Poels        | Nairo Quintana |
| 6. etape | 26. mar. | Sant Joan Despí – Vilanova i la Geltrú | flad etape        | 197,2        | Davide Cimolai    | Nairo Quintana |
| 7. etape | 27. mar. | Barcelona – Montjuïc                   | kuperet etape     | 136,4        | Aleksej Tsatevitj | Nairo Quintana |

## Trøjernes fordeling gennem løbet
| Etape  | Vinder            | Førertrøjen    | Bjergtrøjen     | Sprinttrøjen    | Ungdomstrøjen  | Holdkonkurrencen   |
| ------ | ----------------- | -------------- | --------------- | --------------- | -------------- | ------------------ |
| 1      | Nacer Bouhanni    | Nacer Bouhanni | Cameron Meyer   | Thomas De Gendt | Louis Vervaeke | Team Giant-Alpecin |
| 2      | Nacer Bouhanni    | Nacer Bouhanni | Boris Dron      | Thomas De Gendt | Louis Vervaeke | Team Sky           |
| 3      | Daniel Martin     | Daniel Martin  | Boris Dron      | Thomas De Gendt | Davide Formolo | BMC Racing Team    |
| 4      | Thomas De Gendt   | Nairo Quintana | Thomas De Gendt | Thomas De Gendt | Hugh Carthy    | BMC Racing Team    |
| 5      | Wout Poels        | Nairo Quintana | Thomas De Gendt | Thomas De Gendt | Hugh Carthy    | BMC Racing Team    |
| 6      | Davide Cimolai    | Nairo Quintana | Thomas De Gendt | Thomas De Gendt | Hugh Carthy    | BMC Racing Team    |
| 7      | Aleksej Tsatevitj | Nairo Quintana | Thomas De Gendt | Thomas De Gendt | Hugh Carthy    | BMC Racing Team    |
| Samlet | Samlet            | Nairo Quintana | Thomas De Gendt | Thomas De Gendt | Hugh Carthy    | BMC Racing Team    |

## Resultater
|    | Rytter             | Hold                   | Tid      |
| -- | ------------------ | ---------------------- | -------- |
| 1  | Nairo Quintana     | Movistar Team          | 30:50.19 |
| 2  | Alberto Contador   | Tinkoff                | + 7      |
| 3  | Daniel Martin      | Etixx-Quick Step       | + 17     |
| 4  | Richie Porte       | BMC Racing Team        | + 17     |
| 5  | Tejay van Garderen | BMC Racing Team        | + 27     |
| 6  | Romain Bardet      | Ag2r-La Mondiale       | + 31     |
| 7  | Ilnur Zakarin      | Team Katusha           | + 42     |
| 8  | Chris Froome       | Team Sky               | + 46     |
| 9  | Hugh Carthy        | Caja Rural-Seguros RGA | + 1.01   |
| 10 | Rigoberto Urán     | Cannondale             | + 1.16   |